# Reality of Wrestling (ROW)
Reality of Wrestling (ROW) (antes conocida como Pro Wrestling Alliance) es una promoción de lucha libre profesional independiente con sede en Houston, Texas. Fue establecido como Pro Wrestling Alliance (PWA) en 2005 por Booker T.

## Historia

### Pro Wrestling Alliance
El primer show de Pro Wrestling Alliance se llevó a cabo en diciembre de 2006. El propietario Booker T declaró que la promoción se abrió con la intención de dar a los luchadores profesionales la oportunidad de entrenar adecuadamente, así como de mantener vivo el legado de Houston Wrestling de Paul Boesch. El dinero que se gana en los espectáculos se dona a la Fundación Booker T. Fights For Kids, que ayuda a los niños a mantenerse alejados de las calles y les muestra los beneficios de una vida mejor.
Los eventos mensuales se llevaron a cabo en el Centro de Convenciones de Pasadena en Pasadena, Texas, y más tarde en el Centro de Deportes Recreativos de Clear Lake en Clear Lake, Texas.
En diciembre de 2007, Rob Van Dam dio su primer combate después de dejar la WWE contra Booker T para el PWA, y el combate está incluido en el DVD The Best of RVD TV Vol 1 DVD en los extras.

### Reality of Wrestling
El 9 de marzo de 2012, después de siete años como Pro Wrestling Alliance, la promoción se relanzó como Reality of Wrestling (ROW). El cambio de nombre fue una decisión espontánea de Booker T. En diciembre de 2013, la promoción casi había cerrado sus puertas, con el evento Christmas Chaos planeado como el último show. Sin embargo, los inversionistas y socios de última hora ayudaron a que la promoción continuara funcionando.
La promoción produce un programa semanal de YouTube con grabaciones que se realizan una vez al mes en sus eventos en vivo en Clear Lake. Más tarde, ROW lanzó un programa de televisión local en Houston, Texas, que originalmente se emitió en el canal 57 de KUBE-TV y actualmente se transmite los domingos por la mañana en el canal de KIAH-TV 39. En febrero de 2014, ROW se asoció con la Red Soul of the South Network para transmitir el programa en 20 ciudades. Ellos emitieron su primer evento de pago por visión vía internet en julio de 2014.
La promoción también incluye una escuela que tiene un programa de capacitación de dos años para luchadores profesionales principiantes, a diferencia de los programas más tradicionales de tres y seis meses en otras escuelas.

## Actuales Campeones
| Campeonatos                  | Campeones                    | Fecha                   | Días  | Campeón anterior         | Notas  |
| ---------------------------- | ---------------------------- | ----------------------- | ----- | ------------------------ | ------ |
| ROW Heavyweight Championship | Ryan Davidson                | 13 de abril de 2019     | 2159+ | VACANTE                  | [ 6 ]  |
| ROW Tag Team Championship    | Warren Johnson y Zack Manson | 29 de diciembre de 2018 | 2264+ | Devin Devine y Mik Drake | [ 7 ]  |
| ROW Diamonds Championship    | AQA                          | 9 de marzo de 2019      | 2194+ | Hyan                     | [ 8 ]  |
| ROW Television Championship  | Ayden Cristiano              | 12 de enero de 2019     | 2250+ | Van Harrison             | [ 9 ]  |
| ROW Texas Championship       | Moonshine Mantell            | 13 de abril de 2019     | 2159+ | Ryan Davidson            | [ 10 ] |